# Gagea rubinae
Gagea rubinae là một loài thực vật có hoa trong họ Liliaceae. Loài này được Ali mô tả khoa học đầu tiên năm 2006.